# Magnopholcomma
Genre
Magnopholcomma est un genre d'araignées aranéomorphes de la famille des Theridiidae.

## Distribution
Les espèces de ce genre sont endémiques d'Australie. Elle se rencontre au Queensland et en Tasmanie.

## Liste des espèces
Selon World Spider Catalog (version 24.5, 25/08/2023) :
- Magnopholcomma adelphus Castanheira & Baptista, 2023
- Magnopholcomma globulus Wunderlich, 2008

## Systématique et taxinomie
Ce genre a été décrit par Wunderlich en 2008 dans les Theridiidae.

## Publication originale
- Wunderlich, 2008 : « On extant and fossil (Eocene) European comb-footed spiders (Araneae: Theridiidae), with notes on their subfamilies, and with descriptions of new taxa. » Beiträge zur Araneologie, vol. 5, p. 140-469.